# Florian Boucansaud
Florian Boucansaud (né le 15 février 1981 à Noisy-le-Sec) est un footballeur français, jouant au poste de défenseur central.
Il évolue en première division du championnat de France de 2005 à 2009, à Troyes puis Caen.

## Biographie
Après quelques mois de vie à Noisy-le-Sec, ses parents déménagent dans la région lyonnaise, à Saint-Genis-les-Ollières. Il y reste jusqu'à l'âge de 13 ans, avant un retour aux origines familiales bourguignonnes. La famille s'installe dans un village aux environs de Gueugnon et il s'inscrit au football dans ce village. Il est sélectionné en équipe de Bourgogne lors des « inter-régionales des moins de 15 ans ». Là, il est repéré par le FC Gueugnon qu'il rejoint à l'âge de 14 ans. Il gravit les échelons de la formation gueugnonaise, sans délaisser pour autant ses études. Alors qu'il était espoir du club, il s'est fracturé par deux fois les chevilles (la première par un certain Olivier Kapo).
En 2000, le FC Gueugnon surfe sur la vague du succès en gagnant la Coupe de la Ligue face au PSG et « Flo » intègre le groupe professionnel cette année-là en jouant deux matchs de Coupe de France. Sa carrière est définitivement lancée avec l'arrivée de Noël Tosi au club en 2001, il signe un contrat de quatre ans au club, joue treize matchs mais une pubalgie interrompt sa saison et le prive d'une sélection en Équipe de France Espoirs. Sélectionné en avril 2002 avec l'équipe de France des moins de 20 ans, il doit déclarer forfait. Il joue ensuite deux saisons difficiles, entre changements d'entraîneurs (A. Cartier, T. Froger, G. Bernard), blessures et résultats décevants. La saison 2004-2005, avec Thierry Froger est la plus aboutie, le FCG finit 12e de Ligue 2 et il joue une saison pleine (28 matchs et 4 buts), figure dans l'équipe type de L2, ce qui attire l'œil des clubs de Ligue 1. 
En fin de contrat, il s'engage quatre ans avec l'OGC Nice mais Gernot Rohr, l'entraîneur niçois est limogé avant même que Florian ne rejoigne la Côte d'Azur. Le nouvel entraineur (Antonetti) ne compte pas sur lui. Un mois plus tard, il reçoit une offre de l'ESTAC, chez qui il est prêté pour une saison.
Il œuvre grandement au maintien en L1 de Troyes en 2006. Contacté par le FC Sochaux pendant l'inter-saison, il préfère s'engager définitivement avec l'ESTAC qui dit compter sur lui la saison suivante. À la suite d'un désaccord avec son entraîneur, JM Furlan, il passe la saison 2006-2007 sur le banc et en CFA 2 (comme quatre autres joueurs pro de l'effectif). La situation s'envenime et l'affaire va en commission juridique devant la Ligue de football professionnel. Il décide donc naturellement de quitter le club et intègre alors l'équipe du SM Caen qui rejoint l'élite. 
Alternant, blessures et « gros déficit de confiance », il ne joue que trois matchs la première saison. Il reste au club et revient dans le groupe jusqu'à s'imposer comme un bon complément à Jérémy Sorbon en défense centrale. À la suite de la relégation du club en Ligue 2, son contrat n'est pas reconduit à l'été 2009. 
Il ne trouve pas de contrat et envisage d'arrêter sa carrière lors de la saison 2009-2010. En 2010, il est en contact avec des clubs comme Schiltigheim, Colmar et surtout le FC Gueugnon mais il décide finalement de rejoindre le FC Montceau Bourgogne en CFA 2, club avec lequel il jouera pendant sept saisons.
En 2013, il déménage à Paray-le-Monial. Il y découvre la foi. Depuis, il vit avec sa famille dans un foyer de Paray, où il est évangélisateur sur Internet.

## Statistiques
| Saison    | Club         | Championnat | Championnat | Championnat | Coupe(s) nationale(s) | Coupe(s) nationale(s) | Total | Total |
| Saison    | Club         | Division    | M.          | B.          | M.                    | B.                    | M.    | B.    |
| 1998-2005 | FC Gueugnon  | CFA2        | 24          | 0           | 1                     | -                     | 25    | 0     |
| 2001-2002 | FC Gueugnon  | Ligue 2     | 14          | 0           | -                     | -                     | 14    | 0     |
| 2002-2003 | FC Gueugnon  | Ligue 2     | 24          | 0           | 2                     | 0                     | 26    | 0     |
| 2003-2004 | FC Gueugnon  | Ligue 2     | 13          | 0           | 3                     | 1                     | 16    | 1     |
| 2004-2005 | FC Gueugnon  | Ligue 2     | 28          | 4           | 1                     | 0                     | 29    | 4     |
| 2005-2006 | ES Troyes AC | Ligue 1     | 30          | 1           | 1                     | 0                     | 31    | 1     |
| 2005-2006 | ES Troyes AC | CFA2        | 1           | 0           | -                     | -                     | 1     | 0     |
| 2006-2007 | ES Troyes AC | Ligue 1     | 0           | 0           | 1                     | 0                     | 1     | 0     |
| 2006-2007 | ES Troyes AC | CFA2        | 15          | 1           | -                     | -                     | 15    | 1     |
| 2007-2008 | SM Caen      | Ligue 1     | 3           | 0           | 0                     | 0                     | 3     | 0     |
| 2007-2008 | SM Caen      | CFA         | 10          | 0           | -                     | -                     | 10    | 0     |
| 2008-2009 | SM Caen      | Ligue 1     | 14          | 0           | 2                     | 0                     | 16    | 0     |
| 2008-2009 | SM Caen      | CFA         | 6           | 0           | -                     | -                     | 6     | 0     |
| 2010-2011 | FC Montceau  | CFA2        | 31          | 1           | 3                     | 0                     | 34    | 1     |
| 2011-2012 | FC Montceau  | CFA2        | 28          | 1           | 7                     | 0                     | 35    | 1     |
| 2012-2013 | FC Montceau  | CFA         | 29          | 2           | 6                     | 0                     | 35    | 2     |
| 2013-2014 | FC Montceau  | CFA         | 29          | 0           | 2                     | 0                     | 31    | 0     |
| 2014-2015 | FC Montceau  | CFA         | 25          | 1           | 3                     | 0                     | 28    | 1     |
| 2015-2016 | FC Montceau  | CFA         | 23          | 4           | 4                     | 1                     | 27    | 5     |
| 2016-2017 | FC Montceau  | CFA         | 12          | 1           | 2                     | 0                     | 14    | 1     |
| 1998-2016 | TOTAL        | -           | 359         | 16          | 38                    | 2                     | 397   | 18    |

## Publications
- 2020 : Es-tu prêt ? Il revient  (ISBN 9798683832124), ouvrage publié à compte d’auteur